# Ettelbrück

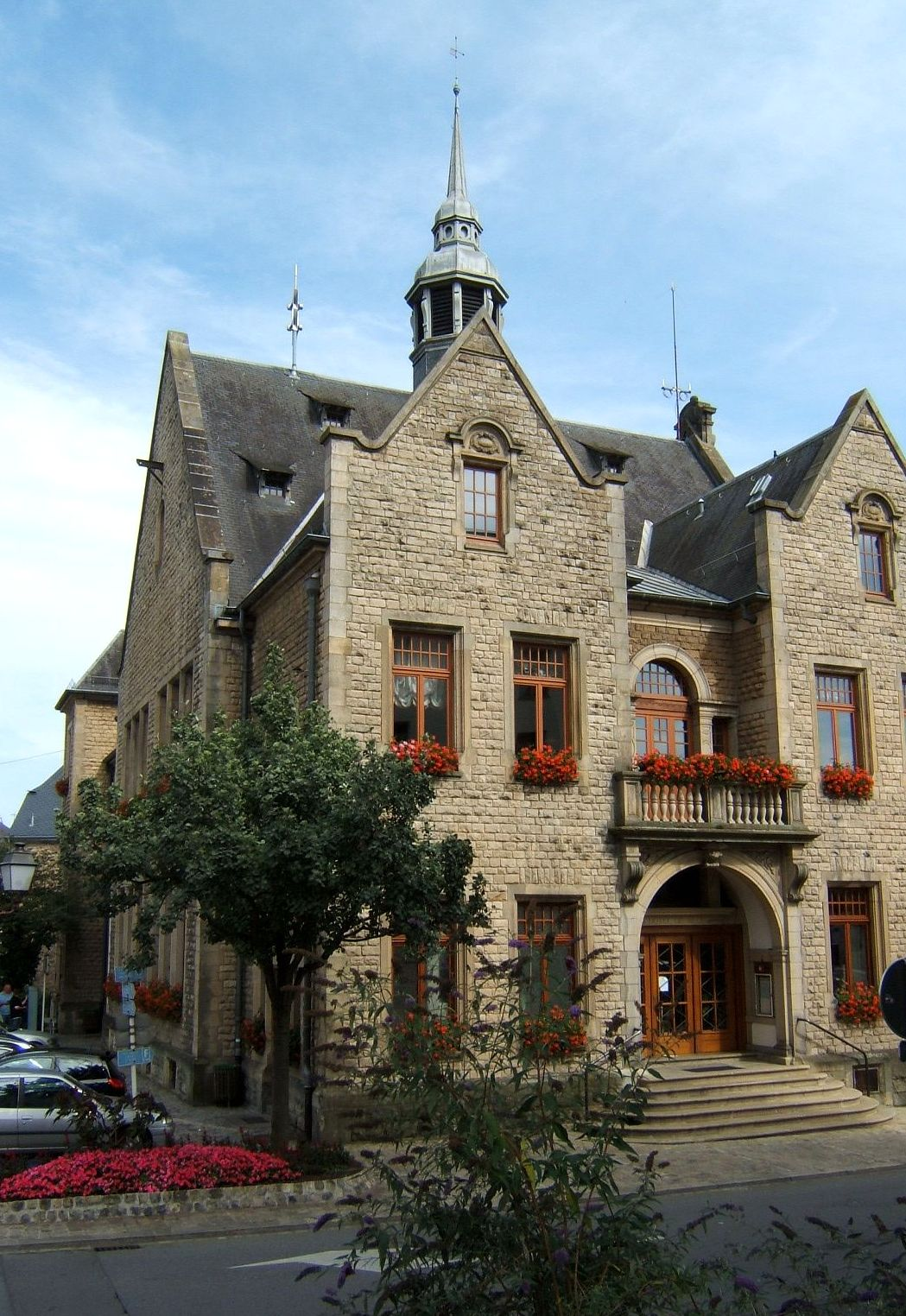
Prefeitura de Ettelbruck.

Ettelbruck é uma comuna de Luxemburgo com status de cidade, pertencente ao distrito de Diekirch e ao cantão de Diekirch.

## Demografia
Dados do censo de 15 de fevereiro de 2001:
- população total: 7.344
  - homens: 3.550
  - mulheres: 3.794
- densidade: 483,79 hab./km²
- distribuição por nacionalidade:

| Nacionalidade  | População | %      |
| -------------- | --------- | ------ |
| luxemburgueses | 4.389     | 59,76% |
| estrangeiros   | 2.955     | 40,24% |
| - portugueses  | 1.611     | 21,94% |
| - franceses    | 159       | 2,17%  |
| - italianos    | 274       | 3,73%  |
| - belgas       | 142       | 1,93%  |
| - alemães      | 106       | 1,44%  |
| - iugoslavos   | 236       | 3,21%  |
| - outros       | 427       | 5,81%  |

- Crescimento populacional:

| Ano        | População |
| ---------- | --------- |
| 15/02/2001 | 7.344     |
| 01/01/2002 | 7.340     |
| 01/01/2003 | 7.282     |
| 01/01/2004 | 7.326     |
| 01/01/2005 | 7.364     |